# ربعو
ربعو قرية تتبع منطقة مصياف في غرب محافظة حماة في سورية
عدد سكان القرية يتراوح بين 3500 و 4000 نسمة وهم بنسبة 40 بالمئة من خريجي الجامعات أما نسبة الامية فلا تتجاوز 2 بالمئة. ويعتمد السكان على الزراعة والوظائف الحكومية في القطاعين المدني والعسكري إذ يتجه معظم الشباب في القرية للتطوع في الجيش بعد الأنتهاء من الدراسة الثانوية ومن غير القادرين على دراسة الجامعة لأسباب مادية.
تشتهر القرية بزراعة الزيتون والتين والرمان وتعتبر الأولى في منطقة مصياف في زراعة التين والرمان.
يجتاز أراضي القرية نهر يسمى نهر الدوسة وذلك نسبة لأثر قدم فرس يقال إنها أثر قدم فرس النبي محمد.
القرية محاطة من جميع الجهات بجبال الصليب الوعرة والمليئة بغابات السنديان والبلوط والصنوبر.
القرية مأهولة من عصور ماقبل التاريخ وهذا ما توكده المواقع الأثرية المكتشفة.
حيث يوجد مجموعة من المغاور الأثرية في الغابات القريبة من القرية إضافة لوجود تللين اثريين هما تل النحاس وتل الورديات الأثري إضافة إلى منطقة الخان التي يعتقد ان تسميتها اشتقت من وجودها على طريق الحرير.
.